# Giát
Giát hay mọ (danh pháp: Deutzianthus tonkinensis) là một loài thực vật có hoa trong họ Đại kích. Loài này được Gagnep. mô tả khoa học đầu tiên năm 1924.